# Litoria revelata
Espèce
Statut de conservation UICN

 LC  : Préoccupation mineure
Litoria revelata est une espèce d'amphibiens de la famille des Pelodryadidae.

## Répartition

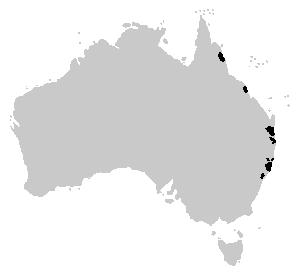
Distribution de Litoria revelata.

Cette espèce est endémique des régions côtières d'Australie orientale. Elle se rencontre de la région des Tablelands dans le Nord du Queensland, autour de la Clarke Range et du mont Tamborine jusqu'à Ballina dans le Nord-Est de la Nouvelle-Galles du Sud,.
La zone de répartition de l'espèce est d'environ 190 000 km2.

## Description

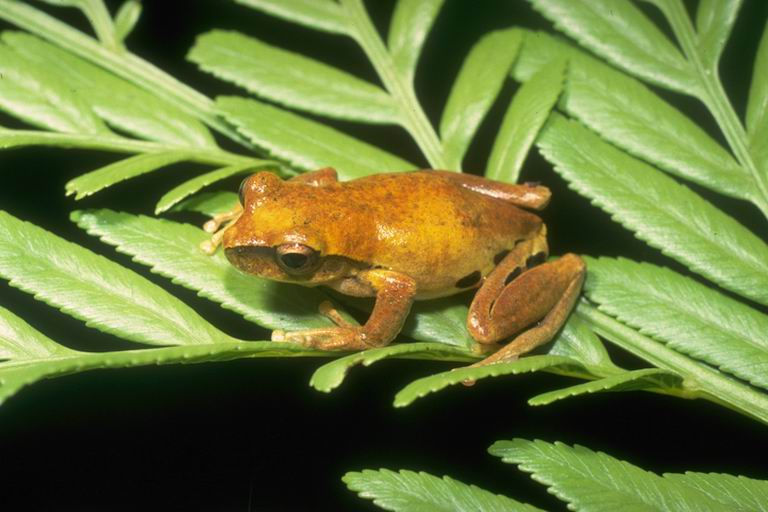
Litoria revelata

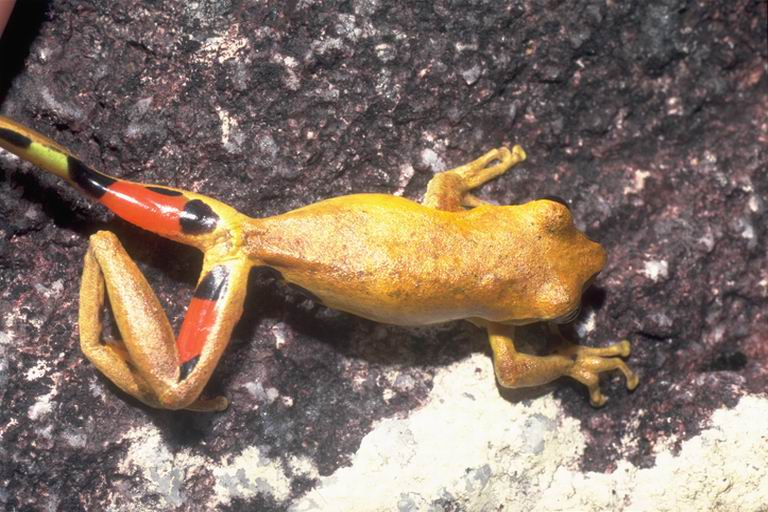
Litoria revelata

Les mâles mesurent de 266 à 28 mm et les femelles de 30 à 36 mm.

## Publication originale
- Ingram, Corben & Hosmer, 1982 : Litoria revelata: a New Species of Tree-Frog from Eastern Australia. Memoirs of the Queensland Museum, vol. 20, no 3, p. 635-637.